# Verbascum clinantherum
Verbascum clinantherum är en flenörtsväxtart som beskrevs av Eugen Iwanowitsch Bordzilowski. Verbascum clinantherum ingår i släktet kungsljus, och familjen flenörtsväxter. Inga underarter finns listade i Catalogue of Life.